# Drapeau du Nouveau-Brunswick

Ancien drapeau du Nouveau-Brunswick (1950-1965)

Le drapeau du Nouveau-Brunswick (Canada) est une bannière reprenant les éléments des armoiries provinciales et fut adopté par décret le 25 février 1965.

## Histoire
Le drapeau a été créé par Robert Pichette, chef du cabinet du Premier ministre Louis J. Robichaud en 1965.

## Description
Les proportions du drapeau sont de 8:5 ; le lion or sur fond rouge sur le tiers supérieur du drapeau représente autant les liens du Nouveau-Brunswick avec la région de Brunswick en Allemagne qu'avec le monarque britannique.
Les deux-tiers inférieurs du drapeau sont occupés par une galère espagnole, la représentation héraldique traditionnelle d'un navire. Son apparence en mer sur le drapeau représente la construction navale, une des principales industries de la province à l'époque de l'adoption des armoiries et pour la majeure partie de l'histoire de la province.
L'origine du navire tient à l'approbation le 10 septembre 1784 par le Conseil privé de Grande-Bretagne du sceau officiel de la province du Nouveau-Brunswick : il représente un bateau remontant le fleuve aux nobles pins sur chaque rive et portant la devise Spem Reduxit (« l’espoir renaît »).